# Jos Penninx
J.T.H.M. (Jos) Penninx (9 juni 1954) is een Nederlands bestuurder en politicus van de PvdA.

## Biografie
Hij bracht zijn jeugd door in De Mortel en Liessel en bezocht het Willibrord Gymnasium in Deurne.
Na in 1981 te zijn afgestudeerd als socioloog aan de Katholieke Universiteit Nijmegen ging hij het onderwijs in. Hij heeft als docent gewerkt op meerdere middelbare
scholen in Gorinchem en Zaltbommel. Verder is hij secretaris geweest van de Algemene Bond van Onderwijzend Personeel (ABOP) afdeling Bommelerwaard.
Daarnaast is Penninx actief geweest in de lokale politiek. In 1987 werd hij gemeenteraadslid in Zaltbommel en in de periode 1994 tot 1998 en 1999 tot 2006 was hij daar wethouder. In november 2005 werd op de algemene ledenvergadering van de PvdA Zaltbommel de definitieve kandidatenlijst vastgesteld voor de gemeenteraadsverkiezingen in maart 2006 waar hij niet op stond. Als motivatie werd gegeven dat het tijd werd voor een nieuw gezicht.
Vanaf december 2006 was Penninx de burgemeester van de Gelderse gemeente Voorst. Hij is in augustus 2021 gestopt als burgemeester van Voorst en ging met pensioen.